# Hugo Kirnbauer
Hugo Kirnbauer (* 3. Juni 1918 in Wien; † 2. Mai 2006 in Linz, Oberösterreich) war ein österreichischer Radiopionier, Radioautor und Techniker (Anrede "Ingenieur").
Kirnbauer gestaltete und moderierte von 1947 bis 1997 eine im Rundfunk in Österreich allwöchentlich ausgestrahlte Radiosendung.
Er bekam noch in der Besatzungszeit nach dem Zweiten Weltkrieg im November 1947 von der damaligen Sendegruppe Rot-Weiß-Rot den Auftrag, eine Sendung "Für den Radiobastler" zu machen. Sie wurde jeden Samstag mit 15 Minuten Länge gesendet.
Ab 1955 mit dem Werden des Österreichischen Rundfunks wurde sie auf "(Die) Technische Rundschau" umbenannt und beinhaltete populärwissenschaftlich in prägnanten Kurzbeiträgen aktuelle technische Innovationen. Ab 1967 wurde die Technische Rundschau im Programm Ö1 des ORF gesendet, zuletzt Samstag 16.50 für 10 Minuten Länge.
Ab 1946 gab er die neue Broschüre "So verwendet man Wehrmachtsröhren" heraus. Daraus entwickelte sich 1950 erstmals erschienene und 1986 eingestellte Zeitschrift Das Elektron international: Revue für Radio, Fernsehen, Elektronik und Elektroakustik praxisorientiert (Bau und Reparatur) über Radiotechnik und Elektronik, durchgehend in Schwarz-Weiß, doch einer Schmuckfarbe am Titelblatt des Hefts. So war Kirnbauer insgesamt 40 Jahre Herausgeber.